# Scott Hunter
Scott Hunter (Mobile, 19 novembre 1947) è un giocatore di football americano statunitense che ha giocato nel ruolo di quarterback nella National Football League (NFL). Al college giocò a football all'Università dell'Alabama.

## Carriera professionistica
Hunter fu scelto nel corso del sesto giro (140º assoluto) del Draft NFL 1971 dai Green Bay Packers. I Packers lo scelsero per la somiglianza delle sue esperienze con l'ormai anziana stella di Green Bay Bart Starr.
Nella sua stagione da rookie disputò 10 partite come titolare, passando 7 touchdown e subendo 17 intercetti. L'anno successivo mostrò segnali di miglioramento guidando la squadra a un record di a 10–4 e alla qualificazioni ai playoff. Quello fu l'ultimo titolo di division vinto da Green Bay fino all'epoca di Brett Favre. L'anno successivo regredì, disputando solamente cinque gare. Nel 1974 passò ai Buffalo Bills dove fu la riserva di Joe Ferguson, scendendo in campo una sola volta in tutta la stagione. Fu svincolato nel training camp successivo e non giocò mai nella stagione 1975.
La carriera di Hunter trovò nuova vita con gli Atlanta Falcons. Partito come titolare in sei gare al posto della prima scelta assoluta del draft Steve Bartkowski e per la prima volta in carriera lanciò più touchdown (8) che intercetti (6). Disputò sette gare come titolare anche nell'anno successivo ma Bartkowski si dimostrò pronto a reclamare il posto da titolare a tempo. Hunter fu svincolato a fine anno e non scese mai in campo nel 1978. L'ultima la stagione della carriera la disputò nel 1979 quando fu la riserva di Gary Danielson e Jeff Komolo ai Detroit Lions.

## Statistiche
| Yard passate      | 4.756 |
| Touchdown         | 23    |
| Intercetti subiti | 38    |
| Passer rating     | 55,0  |